# Auto GP
L'Auto GP è stata un campionato motoristico, gestito dalla Coloni Motorsport, erede dell'Euroseries 3000. La serie ha utilizzato, nelle sue prime edizioni, esclusivamente le vetture Lola modello B05/52, precedentemente usate nel campionato A1 Grand Prix. Dal 2016 la partecipazione al campionato fu aperta a tutte le vetture da competizione, a ruote scoperte, con motore dai 2000 ai 4000 cc. Il nome del campionato divenne Auto GP Formula Open. Dalla seconda gara della stagione 2016 le vetture iscritte al campionato disputarono le gare del campionato BOSS GP, pur mantenendo anche una classifica a loro dedicata.
Nella stagione 2012 il nome del campionato fu, ufficialmente, Auto GP World Series.

## Storia
Il campionato ha la sua prima edizione nel 2010 derivando, di fatto, dal campionato Euroseries 3000.

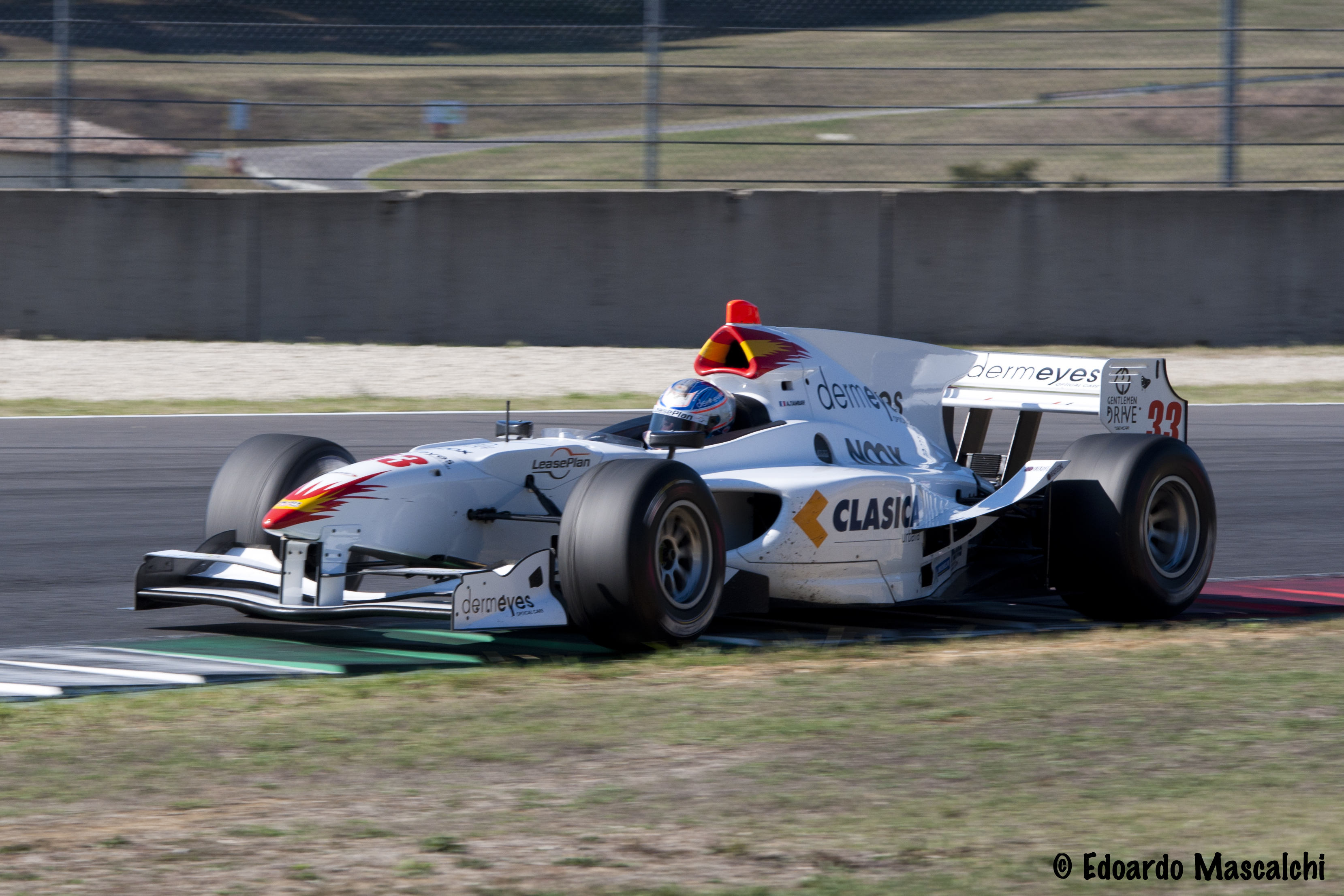
Adrien Tambay impegnato in una gara nel 2011.

Nell'edizione 2009 di quel campionato erano state introdotte per la prima volta le Lola B05/52, al fine di sostituire le Lola B02/50 di Formula 3000, anche se per l'ultima stagione dell'Euroseries entrambi i telai vennero utilizzati.
La prima edizione del campionato è stata vinta dall'ex pilota di Formula 1 Romain Grosjean, poi rientrato nella massima formula con la Lotus.
Nella stagione 2011 viene annunciata una collaborazione col campionato WTCC; le gare dell'Auto GP si svolgeranno quale evento di supporto a molte tappe del campionato turismo. Questo consente anche una copertura televisiva più completa. Da questa stagione viene stilata una classifica riservata ai piloti con meno di 21 anni.
Il 2012 vede un'estensione della collaborazione con il WTCC, tanto che il campionato effettua delle gare in America. Nel calendario 2012 sono presenti infatti il Circuito di Curitiba e quello di Sonoma. Nel 2013 il campionato non effettua più trasferte in America.
La serie, nel 2014, è stata vinta, per la prima volta da un pilota giapponese, Kimiya Satō. Nella gara 2 di Imola, dello stesso anno, si impone Michela Cerruti, la prima donna a vincere una gara in questa categoria, e la prima donna a vincere una gara internazionale con vetture a ruote scoperte dalla vittoria di Danica Patrick nella gara di Motegi della Indycar nel 2008. Sempre nel 2014 la serie è approdata al Motor Show di Bologna, con una gara ad eliminazione, vinta da Davide Valsecchi.
Per il 2015 era stata annunciata una collaborazione con la ISRA, società che gestiva il campionato FA1. La collaborazione è stata successivamente risolta prima dell'inizio del campionato. Il 25 giugno, a causa dello scarso numero di partecipanti, il campionato è stato sospeso, poi definitivamente concluso.
L'organizzazione si sta impegnando per un rilancio della serie, nel 2016, con campionato con base nazionale in Italia. Da questa stagione, al fine di rimpolpare il numero dei partecipanti, la categoria si apre a tutte le vetture da competizione, a ruote scoperte, spinte da motori con cilindrata compresa tra i 2000 e i 4000 cc. Ciò apre alla possibilità di partecipazione anche di vetture di categorie come la Formula 1 o la GP2 Series. In corso di stagione, dopo il primo appuntamento ad Adria, le vetture dell'Auto GP passano a disputare le gare del campionato BOSS GP, partecipando anche alle classifiche di tale campionato. Rimane comunque stilata una classifica dedicata ai soli piloti e team dell'Auto GP. Questa collaborazione è confermata anche per la stagione 2017. Agli interessati è data la possibilità di acquistare, o anche solo di noleggiare, le Lola B05/52.

## Aspetti tecnici
Le vetture, utilizzate in via esclusiva fino al 2015, le Lola B05/52, dispongono di motore V8 da 3.400 cc, con potenza di 550 cv.
Ogni pilota sarà seguito da un ingegnere di macchina e da due meccanici. I team si occupano del supporto tecnico nei weekend di gara, mentre il parco ricambi viene gestito direttamente dall'organizzatore. I piloti potevano, nella prima stagione, partecipare al campionato con una spesa di 380.000 Euro.
Dal 2012 viene introdotto l'overboost, ovvero la possibilità per il pilota di utilizzare per 10 volte a gara un surplus di potenza pari a 50  cv, tramite un pulsante posto sul volante. Il fornitore delle gomme diventa la Kumho; viene introdotta anche la scelta fra due mescole diverse degli pneumatici. Nel corso del weekend di gara ogni pilota deve utilizzarli entrambi. È stato annunciato l'uso di una nuova monoposto per il 2013. La vettura, testata nel dicembre 2012 sul Circuito di Barcellona, risulta oltre un secondo più rapida rispetto alla versione precedente. Al fine di sviluppare la monoposto l'organizzazione del campionato si è avvalsa del supporto dell'ex progettista di F1, Enrique Scalabroni.
Per il 2015 la vettura viene modificata nella parte anteriore, intervenendo sulle bandelle e sui flap, così come nella parte posteriore con il rifacimento dell'alettone. È stato ritoccato anche il fondo della vettura. Viene stimato un incremento delle prestazioni tra il secondo e il secondo e mezzo a giro. Da questa stagione la Zytek, fornitrice dei motori, viene ridenominata Gibson Technology.

## Aspetti sportivi
Il campionato prevede weekend con due gare, con prove al sabato e gare alla domenica. Gara 1 ha una lunghezza attorno ai 90 km mentre gara 2 aveva una lunghezza sui 70 km. Dal 2012 la lunghezza di gara 2 è portata anch'essa a un numero minimo di giri completi che superi la distanza di 85 km. La durata delle gare non può superare i 40 minuti; in entrambe le gare è obbligatorio un pit stop.
Dal 2014 viene modificato il format delle qualifiche. In luogo di un'unica sessione da 30 minuti, il regolamento prevede una suddivisione in due fasi: una prima fase, da venti minuti, e una seconda fase, da dieci minuti, a cui accederanno solo i 10 migliori piloti della prima fase. Il risultato di questa seconda fase determinerà la griglia delle prime cinque file.
La griglia di partenza di gara 2 è determinata in base ai risultati di gara 1. Viene assegnato un punto anche al poleman di gara 1 e a chi ottiene il giro più veloce nelle due gare. Dal 2011 si è deciso di introdurre in gara 1 il punteggio adottato dalla Formula 1 e di modificare, di conseguenza, anche il punteggio in gara 2. Anche nel 2012 viene modificato il sistema di punteggio per gara 2. Il numero di piloti a punti passa da 8 a 10, e i primi 8 vedono aumentato di due unità il punteggio.

### Sistema di punteggio
| Sistema di punteggio | Sistema di punteggio | Sistema di punteggio | Sistema di punteggio | Sistema di punteggio | Sistema di punteggio | Sistema di punteggio | Sistema di punteggio | Sistema di punteggio | Sistema di punteggio | Sistema di punteggio | Sistema di punteggio | Sistema di punteggio |
| In vigore nel 2010   | In vigore nel 2010   | In vigore nel 2010   | In vigore nel 2010   | In vigore nel 2010   | In vigore nel 2010   | In vigore nel 2010   | In vigore nel 2010   | In vigore nel 2010   | In vigore nel 2010   | In vigore nel 2010   | In vigore nel 2010   | In vigore nel 2010   |
| Posizione            | 1°                   | 2°                   | 3°                   | 4°                   | 5°                   | 6°                   | 7°                   | 8°                   | 9°                   | 10°                  | Pole                 | GPV                  |
| -------------------- | -------------------- | -------------------- | -------------------- | -------------------- | -------------------- | -------------------- | -------------------- | -------------------- | -------------------- | -------------------- | -------------------- | -------------------- |
| Gara 1               | 10                   | 8                    | 6                    | 5                    | 4                    | 3                    | 2                    | 1                    |                      |                      | 1                    | 1                    |
| Gara 2               | 6                    | 5                    | 4                    | 3                    | 2                    | 1                    |                      |                      |                      |                      |                      | 1                    |
| In vigore nel 2011   |                      |                      |                      |                      |                      |                      |                      |                      |                      |                      |                      |                      |
| Gara 1               | 25                   | 18                   | 15                   | 12                   | 10                   | 8                    | 6                    | 4                    | 2                    | 1                    | 1                    | 1                    |
| Gara 2               | 18                   | 13                   | 10                   | 8                    | 6                    | 4                    | 2                    | 1                    |                      |                      |                      | 1                    |
| In vigore dal 2012   |                      |                      |                      |                      |                      |                      |                      |                      |                      |                      |                      |                      |
| Gara 1               | 25                   | 18                   | 15                   | 12                   | 10                   | 8                    | 6                    | 4                    | 2                    | 1                    | 1                    | 1                    |
| Gara 2               | 20                   | 15                   | 12                   | 10                   | 8                    | 6                    | 4                    | 3                    | 2                    | 1                    |                      | 1                    |
| In vigore dal 2014   |                      |                      |                      |                      |                      |                      |                      |                      |                      |                      |                      |                      |
| Gara 1               | 25                   | 18                   | 15                   | 12                   | 10                   | 8                    | 6                    | 4                    | 2                    | 1                    | 2                    | 1                    |
| Gara 2               | 20                   | 15                   | 12                   | 10                   | 8                    | 6                    | 4                    | 3                    | 2                    | 1                    |                      | 1                    |

Nella classifica per scuderia si tiene conto del risultato delle prime due vetture giunte al traguardo.

## Montepremi
Il campionato dispose di un montepremi di 1.200.000 Euro (200.000 per evento) nella prima stagione. Venne ripartito tra i piloti a seconda dei risultati nella varie gare. Venne fatta la somma dei punti ottenuti nelle due gare del weekend e il montepremi venne assegnato ai primi sei. Per il 2011 il montepremi è di 700.000 Euro, con l'assegnazione di 60.000 al primo, 25.000 al secondo e 15.000 al terzo di una classifica stilata sulla base dei risultati delle due gare di ciascun appuntamento. Il montepremi, non presente nel 2013, verrà riproposto nel 2014.
Il vincitore della serie e quello della classifica riservata agli under 21 viene premiato con un test con una monoposto di GP2.

## Albo d'oro
| Stagione | Campione                | Campione U.21       | Team campione           |
| -------- | ----------------------- | ------------------- | ----------------------- |
| 2010     | Romain Grosjean         |                     | DAMS                    |
| 2011     | Kevin Ceccon            | Kevin Ceccon        | DAMS                    |
| 2012     | Adrian Quaife-Hobbs     | Adrian Quaife-Hobbs | SuperNova International |
| 2013     | Vittorio Ghirelli       | Vittorio Ghirelli   | SuperNova International |
| 2014     | Kimiya Satō             |                     | SuperNova International |
| 2015     | Antônio Pizzonia        |                     | Zele Racing             |
| 2016     | Luis Michael Dörrbecker |                     | Torino Sq. Corse        |